# Ballerup
Ballerup är huvudort i Ballerups kommun i Danmark.   Den ligger i Region Hovedstaden 14 km väster om Köpenhamn. Antalet invånare är 39 019.
Inom orten finns S-tågsstationerna Malmparken och Ballerup, båda på Frederikssundbanen.